# ニコス・リベロプーロス
ニコラオス・"ニコス"・リベロプーロス（Νίκόλαος "Νίκος" Λυμπερόπουλος, Nikolaos "Nikos" Liberopoulos 1975年8月4日 - ）は、ギリシャ・フィリアトラ出身の元同国代表サッカー選手。「リベロプロス」とも表記される。ポジションはFW（CF）。

## 経歴
長年、パナシナイコスやAEKアテネでプレーしていたが、2008年7月、アイントラハト・フランクフルトと契約。32歳で初めて海外リーグに挑戦することになった。アイントラハト・フランクフルトではエースストライカーとして活躍。2010年夏にAEKアテネに復帰した。

## 代表歴
- U-21 ギリシャ代表
- ギリシャ代表
  - 1996年1月24日 - A代表初出場 - イスラエル戦
  - 2008年 欧州選手権 （グループリーグ敗退）

## 個人タイトル
- 2003 ギリシャ・スーパーリーグ得点王
- 2007 ギリシャ・スーパーリーグ得点王